# Terence Bayler
Terence Bayler  (n. 24 ianuarie 1930, Wanganui – d. 21 septembrie 2016, Londra) a fost un actor neozeelandez.

## Date biografice
Bayler s-a născut în  Wanganui, tatăl lui Harold Bayler a fost un lucrător la teatru. Prima oară el poate fi văzut în anul 1952 în filmul Broken Barrier. Prin anul 1975 face parte din grupul parodist britanic Monty Python. El a mai jucat și în filmele  Harry Potter,  Monty Python's Life of Brian (1979) sau Time Bandits (1981).

## Filmografie
| Anul | Titlu                                    | Rol               |
| ---- | ---------------------------------------- | ----------------- |
| 1952 | Broken Barrier                           | Tom               |
| 1966 | Doctor Who                               | Yendom            |
| 1969 | Doctor Who                               | Major Barrington  |
| 1971 | Macbeth                                  | Macduff           |
| 1975 | Upstairs, Downstairs                     | Darrow Morton     |
| 1975 | Rutland Weekend Television               | various           |
| 1977 | The Hunchback of Notre Dame              | Cardinal          |
| 1978 | All You Need Is Cash                     | Leggy Mountbatten |
| 1979 | Monty Python's Life of Brian             | Mr. Gregory       |
| 1981 | Time Bandits                             | Lucien            |
| 1981 | Pictures                                 |                   |
| 1993 | 'The Remains of the Day'                 | Trimmer           |
| 2001 | Harry Potter and the Philosopher's Stone | The Bloody Baron  |
| 2008 | Chemical Wedding                         | Professor Brent   |